# فریزر پارک (کالیفرنیا)
فریزر پارک (به انگلیسی: Frazier Park) یک منطقهٔ مسکونی در ایالات متحده آمریکا است که در شهرستان کرن، کالیفرنیا واقع شده‌است. فریزر پارک ۱۳٫۱۲۰ کیلومتر مربع مساحت و ۲٬۶۹۱ نفر جمعیت دارد و ۱٬۴۱۴ متر بالاتر از سطح دریا واقع شده‌است.